# Tungstato di sodio
Il tungstato di sodio è il sale di sodio dell'acido tungstico.
A temperatura ambiente si presenta come un solido cristallino bianco inodore. È un composto nocivo. Generalmente cristallizza come diidrato pertanto la sua formula è Na2WO4 · 2H2O.